# The Best – Póki to nie zabronione
The Best – Póki to nie zabronione – album kompilacyjny zespołu Kobranocka, wydany w 2004 roku, nakładem wydawnictwa Agencja Artystyczna MTJ.
Muzyka i słowa: Kobranocka, oprócz: (7) muz. Die Toten Hosen, sł. pol. Rafał Bryndal. Foto: Krupek. Projekt graficzny: Anna Stępniak. 14 maja 2007 roku została wydana reedycja albumu.

## Lista utworów
Źródło:.
1. „Ela, czemu się nie wcielasz” – 2:57
2. „Biedna pani” – 3:00
3. „Póki to nie zabronione (wywróć się na lewą stronę)” – 2:54
4. „Daj na tacę” – 3:28
5. „Kocham cię jak Irlandię” – 4:50
6. „Chroma Europa” – 2:54
7. „I nikomu nie wolno się z tego śmiać” – 3:13
8. „Zataczówka” – 3:58
9. „Ballada dla samobójców” – 3:23
10. „Rozgrzeszenia nie chcą mi dać” – 2:59
11. „Hipisówka” – 5:23
12. „To moja wina” – 3:36
13. „Kwiaty na żywopłocie” – 5:02
14. „Więcej niż dobrej woli” – 4:17
15. „Po nieboskłony” – 4:15
16. „List z pola boju” – 3:32
17. „Stepowanie kota w mroku” – 4:53